# ベロトラルスタット
ベロトラルスタット（Berotralstat）は、12歳以上の患者の遺伝性血管性浮腫（HAE）の発作を予防するために使用される血漿カリクレイン阻害薬である。

## 効能・効果
遺伝性血管性浮腫の急性発作の発症抑制。

## 作用機序
血漿カリクレインはセリンプロテアーゼの一種であり、キニノーゲンを分解してブラジキニンを生成させる。このブラジキニンは強力な血管拡張物質であり、血管透過性を亢進させて浮腫をもたらす。ベロトラルスタットは血漿カリクレインの作用を低下させることで浮腫の発生を抑制する。

## 副作用
重大な副作用として、肝機能障害（3.8%）とQT延長（頻度不明）が挙げられている。
その他、5％以上の患者に腹痛、下痢、鼓腸が現われる。

## 臨床試験
ベロトラルスタットは、遺伝性血管性浮腫患者120名を対象とした1件の二重盲検臨床試験（Trial 1 /NCT03485911）で得られたエビデンスにもとづいて承認された。この試験は、米国、欧州連合、カナダの40施設で実施された。治験担当医師は、遺伝性血管性浮腫を有する12歳以上の治験参加者を最初に8週間評価し、各参加者の発作回数を判定した。この試験では、8週間のあいだに少なくとも2回の発作を起こした参加者のみが登録された。参加者は、ベロトラルスタットまたはプラセボの2種類の投与量のいずれかを1日1回、24週間にわたって投与されるように割り当てられた。参加者は全員、発作の治療のために他の薬剤を使用することができた。

## 承認

### 日本
2021年1月に承認された。

### 米国
2020年12月に承認された。

## 参考資料
1. ↑  “Orladeyo- berotralstat hydrochloride capsule”. DailyMed. 2020年12月25日閲覧。
2. 1 2 3 4 5 6 7 8  “Drug Trials Snapshot: Orladeyo”. U.S. Food and Drug Administration (2020年12月3日). 2020年12月25日閲覧。  この記述には、アメリカ合衆国内でパブリックドメインとなっている記述を含む。
3. ↑  “Oral plasma kallikrein inhibitor BCX7353 for treatment of hereditary angioedema”. Immunotherapy 11 (17):  1439–1444. (December 2019). doi:10.2217/imt-2019-0128. PMID 31635497.
4. ↑  “Oral once-daily berotralstat for the prevention of hereditary angioedema attacks: A randomized, double-blind, placebo-controlled phase 3 trial”. The Journal of Allergy and Clinical Immunology. (October 2020). doi:10.1016/j.jaci.2020.10.015. PMID 33098856.
5. 1 2  “オラデオカプセル150mg 添付文書”. www.info.pmda.go.jp. 2021年3月26日閲覧。
6. ↑  “Berotralstat (Oral Route) Side Effects - Mayo Clinic”. www.mayoclinic.org. 2021年3月3日閲覧。
7. ↑  “遺伝性血管性浮腫（HAE）発作抑制薬「オラデオカプセル150mg」の日本国内における製造販売承認取得について”.   鳥居薬品株式会社. 2021年3月26日閲覧。
8. ↑  “Orladeyo: FDA-Approved Drugs”. U.S. Food and Drug Administration (FDA). 2020年12月25日閲覧。